# Élections générales botswanaises de 2019
Les élections législatives botswanaises de 2019 se tiennent le 23 octobre 2019 afin de renouveler les membres de l'Assemblée nationale du Botswana.
Le scrutin, très serré, est remarqué comme étant susceptible de donner lieu à la première alternance politique dans le pays depuis son indépendance en 1966. Les résultats donnent finalement vainqueur le Parti démocratique du Botswana, au pouvoir, permettant à son dirigeant Mokgweetsi Masisi de conserver la présidence du pays.

## Contexte

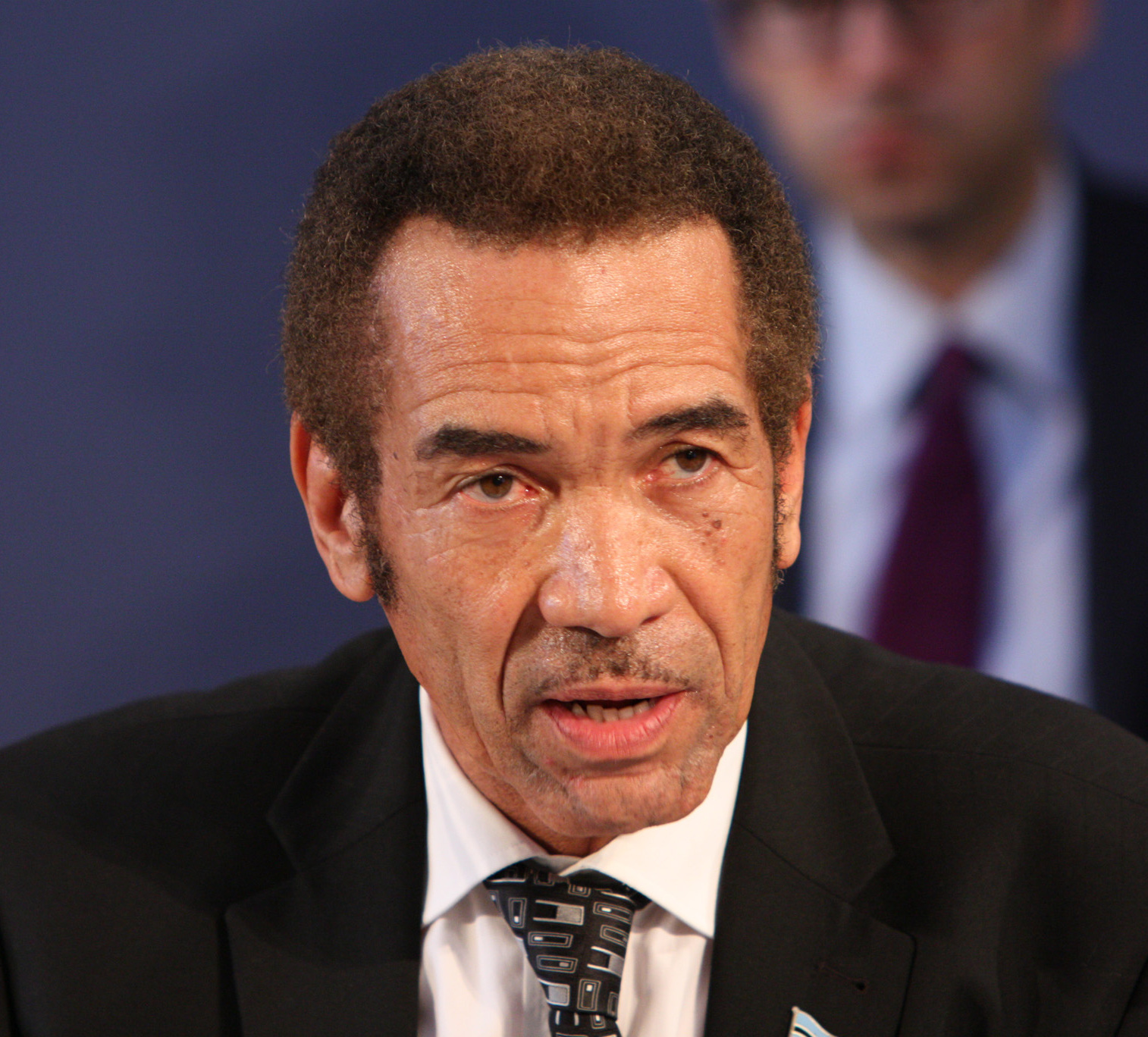
L'ex-président Ian Khama.

Les élections législatives d'octobre 2014 voient la victoire du Parti démocratique du Botswana (BDP) qui conserve la majorité absolue au parlement. Le BDP est au pouvoir au Botswana depuis 1965, ayant conduit le pays à l'indépendance l'année suivante.
L'opposition est composée en 2014 de la Coalition pour un changement démocratique (UDC) - réunissant le Front national du Botswana (BNF), le Mouvement pour la démocratie au Botswana (BMD) et le Parti du peuple du Botswana (BPP) - ainsi que du Parti du Congrès botswanais (BCP). En février 2017, le BCP finit par intégrer l'UDC, amenant à l'unité de l'ensemble de l'opposition botswanaise. Cette unité est cependant de courte durée, des membres dissidents du BMD se détachant de la coalition au mois d'octobre suivant pour former l'Alliance pour les progressistes (AP). Les tensions qui en résultent au sein de l'UDC amènent à l'expulsion du BMD de la coalition un an plus tard.
Le 1er avril 2018, le vice-président Mokgweetsi Masisi succède à Ian Khama au pouvoir depuis 2008, la constitution limitant depuis 1997 le temps passé à la présidence à un maximum de dix ans. Masisi doit ainsi terminer le mandat de son prédécesseur jusqu'à la tenue d'une nouvelle présidentielle peu après les législatives de 2019, le président botswanais étant élu pour cinq ans au scrutin indirect par les membres de l'Assemblée nationale. La rapide dégradation des relations entre les deux hommes amène Ian Khama à quitter le BDP en mai 2019 et à créer le Front patriotique du Botswana (BPF), accusant son successeur de dérive autoritaire,.
La division du parti au pouvoir favorise la Coalition pour un changement démocratique, dirigée par Duma Boko. Ce dernier, optimiste quant aux chances de sa formation de l'emporter, est conforté par des pronostics jugeant le scrutin particulièrement serré, pouvant donner lieu à la première alternance politique dans le pays. Le président sortant Mokgweetsi Masisi, critiqué notamment pour sa décision de revenir sur l'interdiction de la chasse aux éléphants, se dit pour sa part sûr de l'emporter, tout en promettant de respecter le résultat des urnes en cas d'alternance. Il déclare ainsi au cours de la campagne « Si l'inattendu se produit et que nous ne sommes pas vainqueurs, je ferai tranquillement mes bagages et je rentrerai chez moi. L’État de droit s’impose à tous au Botswana et j’y suis très attaché. »,. À la tête d'un pays à l'économie en forte croissance mais parmi les plus inégalitaires au monde, très dépendante du  secteur diamantifère et grevée par un taux de chômage de 18 %, Masisi est notamment reconnu pour ses mesures de lutte contre la corruption et de soutien aux petites entreprises.

## Système électoral

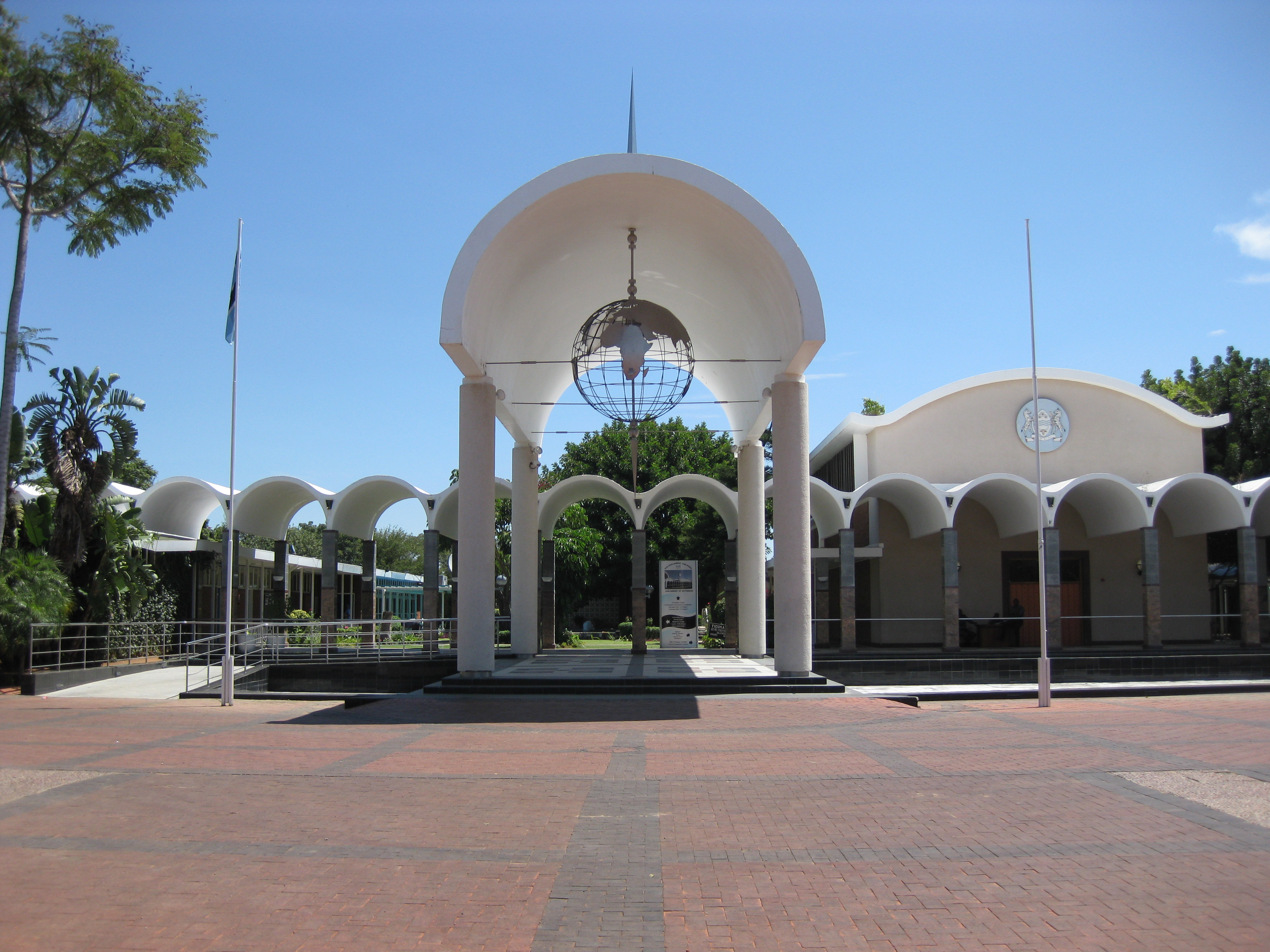
Entrée de l'assemblée

L'Assemblée nationale est l'unique chambre du parlement monocaméral du Botswana. Elle est composée de 65 sièges dont 57 pourvus tous les cinq ans au scrutin uninominal majoritaire à un tour dans autant de circonscriptions électorales. Six autres députés sont élus au scrutin indirect par ceux du parti ou de la coalition majoritaire à l'assemblée après la tenue du scrutin national. Enfin, l'assemblée comporte deux membres dits ex officio : le président de l'Assemblée nationale ainsi que le président de la république, tous deux élus par les députés.
Le Président de la république est élu au scrutin indirect pour un mandat de cinq ans par les membres de l'Assemblée nationale. Depuis 1997, la durée des fonctions est limitée à dix ans, qu'ils soient consécutifs ou non. Son mandat est lié à celui de l'assemblée, la constitution imposant qu'une nouvelle élection présidentielle ait lieu après chaque renouvellement de l'assemblée, mettant ainsi fin au mandat présidentiel en cours.
Lors de la campagne pour les élections législatives, chaque personne qui se présente doit indiquer lors du dépôt de sa candidature le candidat qu'elle soutient pour le poste de président de la République. Le candidat qui obtient le soutien de la majorité absolue du total des députés élus au suffrage universel, soit 29 députés, est automatiquement désigné président. Si un parti ou une coalition obtient la majorité absolue aux législatives, son candidat devient ainsi président sans qu'un vote indirect ne soit organisé. Dans la pratique, les législatives étant organisées au scrutin uninominal majoritaire à un tour, le président de la république est le plus souvent le chef du parti majoritaire à l'Assemblée nationale.
Dans le cas où aucun candidat n'obtient cette majorité, l'Assemblée nationale élit au suffrage indirect et secret le président à la majorité absolue du total des députés, parmi les candidats ayant obtenu le soutien d'au moins dix députés. Si après trois tours de scrutin, aucun candidat n'a été élu, deux tours supplémentaires peuvent être organisé à la condition que le président de l'assemblée l'autorise, s'il estime que l'élection d'un candidat reste possible. A défaut, où si la totalité des tours sont infructueux, l'Assemblée est dissoute et de nouvelles élections législatives sont organisées.
Le jour du scrutin ainsi que les deux jours suivants sont déclarés fériés à cette occasion.

## Résultats
|                                                       |                                                       |                                          |                               |                               |                               |               |               |  |  |
| Parti                                                 | Parti                                                 | Parti                                    | Voix                          | %                             | +/-                           | Sièges        | +/-           |  |  |
|                                                       | Parti démocratique du Botswana                        | Parti démocratique du Botswana           | 406 561                       | 52,65                         | 6,20                          | 38            | 1             |  |  |
|                                                       |                                                       | Front national du Botswana (BNF)         | 148 122                       | 19,18                         | 2,56                          | 4             | 4             |  |  |
|                                                       | Parti du congrès du Botswana (BCP)                    | 112 479                                  | 14,57                         | 5,86                          | 11                            | 8             |               |  |  |
|                                                       | Parti populaire du Botswana (BPP)                     | 16 470                                   | 2,13                          | 0,58                          | 0                             | en stagnation |               |  |  |
| Total Coalition pour un changement démocratique (UDC) | Total Coalition pour un changement démocratique (UDC) | 277 121                                  | 35,89                         | 3,87                          | 15                            | 4             |               |  |  |
|                                                       | Alliance pour les progressistes                       | Alliance pour les progressistes          | 39 561                        | 5,12                          | Nv                            | 1             | 1             |  |  |
|                                                       | Front patriotique du Botswana                         | Front patriotique du Botswana            | 34 028                        | 4,41                          | Nv                            | 3             | 3             |  |  |
|                                                       | Mouvement pour la démocratie au Botswana              | Mouvement pour la démocratie au Botswana | 2 058                         | 0,27                          | 10,41                         | 0             | 9             |  |  |
|                                                       | Parti de la vraie alternative                         | Parti de la vraie alternative            | 145                           | 0,02                          | Nv                            | 0             | en stagnation |  |  |
|                                                       | Indépendants                                          | Indépendants                             | 12 734                        | 1,65                          | 1,65                          | 0             | en stagnation |  |  |
|                                                       | Membres cooptés ou ex officio                         | Membres cooptés ou ex officio            | Membres cooptés ou ex officio | Membres cooptés ou ex officio | Membres cooptés ou ex officio | 8             | 2             |  |  |
|                                                       |                                                       |                                          |                               |                               |                               |               |               |  |  |
| Suffrages exprimés                                    | Suffrages exprimés                                    | Suffrages exprimés                       | 772 208                       | 99,23                         |                               |               |               |  |  |
| Votes blancs et invalides                             | Votes blancs et invalides                             | Votes blancs et invalides                | 5 973                         | 0,77                          |                               |               |               |  |  |
| Total                                                 | Total                                                 | Total                                    | 778 181                       | 100                           | –                             | 65            | 2             |  |  |
| Abstentions                                           | Abstentions                                           | Abstentions                              | 146 528                       | 15,85                         |                               |               |               |  |  |
| Inscrits / participation                              | Inscrits / participation                              | Inscrits / participation                 | 924 709                       | 84,15                         |                               |               |               |  |  |

## Conséquences

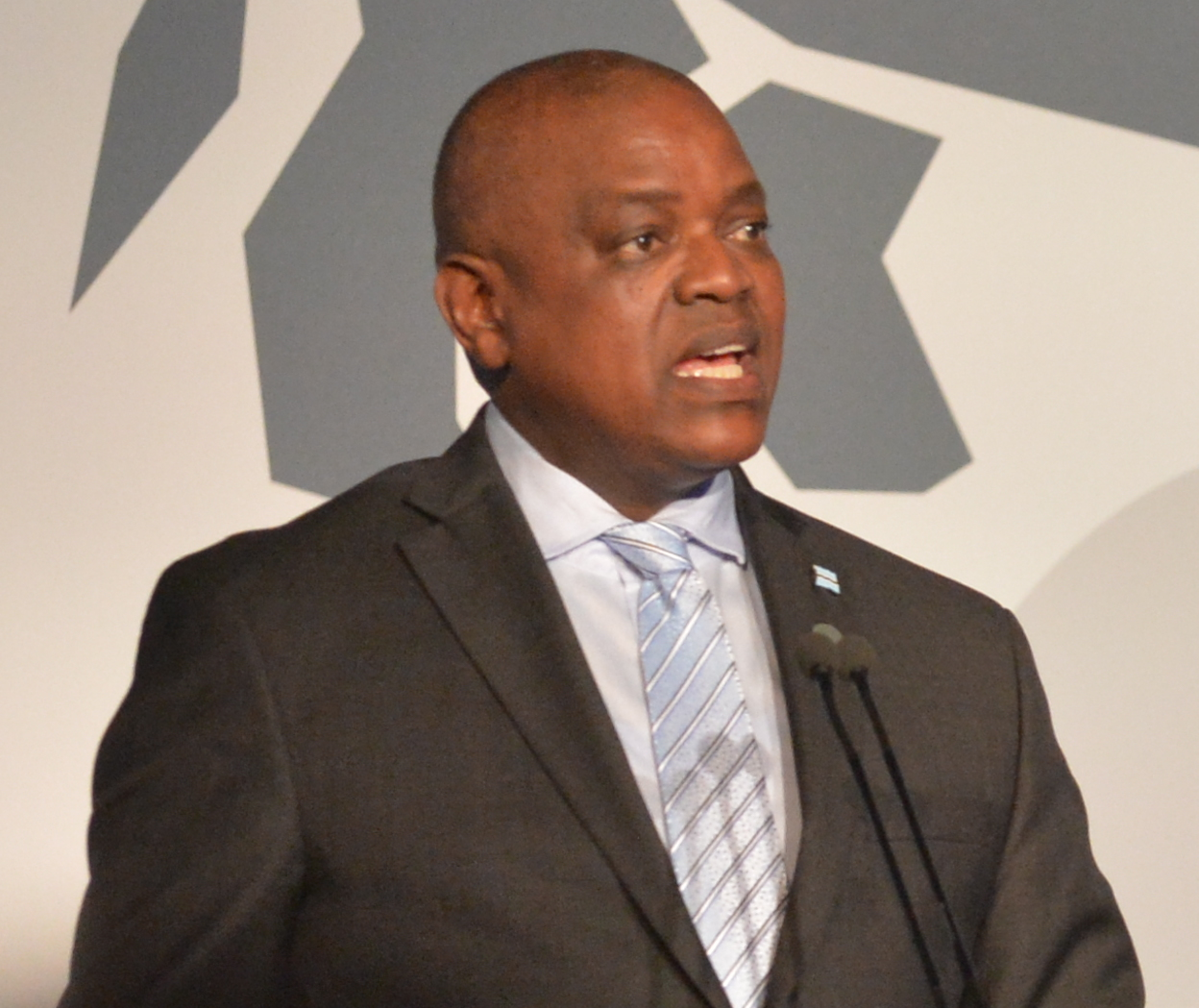
Mokgweetsi Masisi en 2018.

Le dépouillement des suffrages permet au Parti démocratique du Botswana de s'assurer dès le 25 octobre de l'obtention d'au moins 29 des 57 sièges directement élus, soit la majorité absolue. Le président de la haute cour de Justice botswanaise déclare par conséquent Mokgweetsi Masisi élu président de la République. La victoire de son parti aurait en partie reposée sur sa capacité à s'attirer le soutien des syndicats, des jeunes et des chefs religieux au cours de la campagne. L'élection est cependant jugée frauduleuse par une partie de l'opposition, qui fait appel des résultats dans les 30 jours réglementaires, mais voit celui-ci rejeté pour manque de preuves et non respects des règles. Le 8 janvier 2020, cependant, la Cour suprême botswanaise juge valide l'appel, qui est entendu le 29 janvier suivant par la Cour,. Cette dernière juge la requête comme étant hors de sa juridiction, et rejette l'appel.